# 뉴스코리아
뉴스코리아(영어: News Korea)는 주식회사 뉴스코리아가 발행하는 대한민국의 인터넷신문이다.

## 역사
2021년 3월 24일 김성덕을 대표로 '우리의 소원은 통일, 꿈에도 소원은 통일'이라는 사시(社是) 아래 '정치적, 이념적인 모든 것을 배제한 중도 언론'이라는 사명(使命)으로 창간되었다.

## 같이 보기
- 연합뉴스
- 뉴스1
- 뉴시스